# Tappahannock
Tappahannock è un comune (town) degli Stati Uniti d'America, capoluogo della contea di Essex, nello Stato della Virginia. Sorge lungo il corso del fiume Rappahannock e deve l'origine del suo nome alla parola algonchina lappihanne che significa  "città dove nasce e muore l'acqua". John Smith giunse qui nel 1608, ma venne scacciato dalle locali tribù indiane.

## Società

### Evoluzione demografica
Stando al censimento del 2000, a Tappahannock ci sono 2.068 residenti. Di questi, oltre il 54% è di pelle bianca, il 41% è afroamericano, il 2,5% asiatico, lo 0,1% è nativo americano.
Il 22,4% degli abitanti ha meno di 18 anni, l'8,5% ne ha tra i 18 e i 24, il 27% dai 25 ai 44, il 20,7% dai 45 ai 64 e il 21,4% ne ha almeno 65. L'età media è di 39 anni.
Il reddito pro capite è di $17.862 l'anno, con il 10,6% delle famiglie che vive sotto la soglia di povertà.